# Farringdon (Londen)
Farringdon is een wijk in het Londense bestuurlijke gebied Islington, in de regio Groot-Londen.
In deze wijk ligt op het adres 41 Cloth Fair het oudste huis van Londen, gebouwd tussen 1597 en 1614. Als enige huis heeft het de Grote brand van Londen in 1666 overleefd.